# Tijali
Tijali (nepalski: तिजाली) – gaun wikas samiti w zachodniej części Nepalu w strefie Seti w dystrykcie Doti. Według nepalskiego spisu powszechnego z 2001 roku liczył on 402 gospodarstw domowych i 2044 mieszkańców (1070 kobiet i 974 mężczyzn).